# Dugger (Indiana)
Dugger es un pueblo ubicado en el condado de Sullivan en el estado estadounidense de Indiana. En el Censo de 2010 tenía una población de 920 habitantes y una densidad poblacional de 606,17 personas por km².

## Geografía
Dugger se encuentra ubicado en las coordenadas 39°4′13″N 87°15′33″O / 39.07028, -87.25917. Según la Oficina del Censo de los Estados Unidos, Dugger tiene una superficie total de 1.52 km², de la cual 1.52 km² corresponden a tierra firme y (0%) 0 km² es agua.

## Demografía
Según el censo de 2010, había 920 personas residiendo en Dugger. La densidad de población era de 606,17 hab./km². De los 920 habitantes, Dugger estaba compuesto por el 99.67% blancos, el 0% eran afroamericanos, el 0% eran amerindios, el 0% eran asiáticos, el 0% eran isleños del Pacífico, el 0% eran de otras razas y el 0.33% pertenecían a dos o más razas. Del total de la población el 0.43% eran hispanos o latinos de cualquier raza.